# Жан Бесстрашный
Жан II Бесстрашный (фр. Jean sans Peur — Жан сан Пёр; 28 мая 1371, Дижон — 10 сентября 1419, Монтро) — герцог Бургундский с 1404 года из бургундской ветви династии Валуа.

## Юность

Герб Иоанна Бесстрашного

Родившись в Дижоне, Жан был сыном герцога Бургундии Филиппа II Смелого и Маргариты III Фландрской. Как их прямой наследник, он использовал титул графа Невера с 1384 по 1405 года. После своего вступления на престол Жан уступил этот титул своему брату Филиппу.
В 1385 году Жан женился на Маргарите Баварской, дочери Альбрехта Баварского, графа Голландии и Геннегау, для усиления своих позиций в Голландии, после отмены своей женитьбы на двоюродной сестре Екатерине Французской, дочери короля Франции Карла V.
Перед вступлением на трон герцогства Бургундия Жан во главе французских крестоносцев выступил на помощь венгерскому королю Сигизмунду против турок. 25 сентября 1396 года в битве под Никополем он сражался с таким энтузиазмом и храбростью, что ему дали прозвище Бесстрашный (фр. Sans-Peur). Несмотря на личную доблесть, взят турками в плен и должен был внести выкуп в 200 000 дукатов, в итоге выплаченный отцом Жана.

## Конфликт с Людовиком Орлеанским

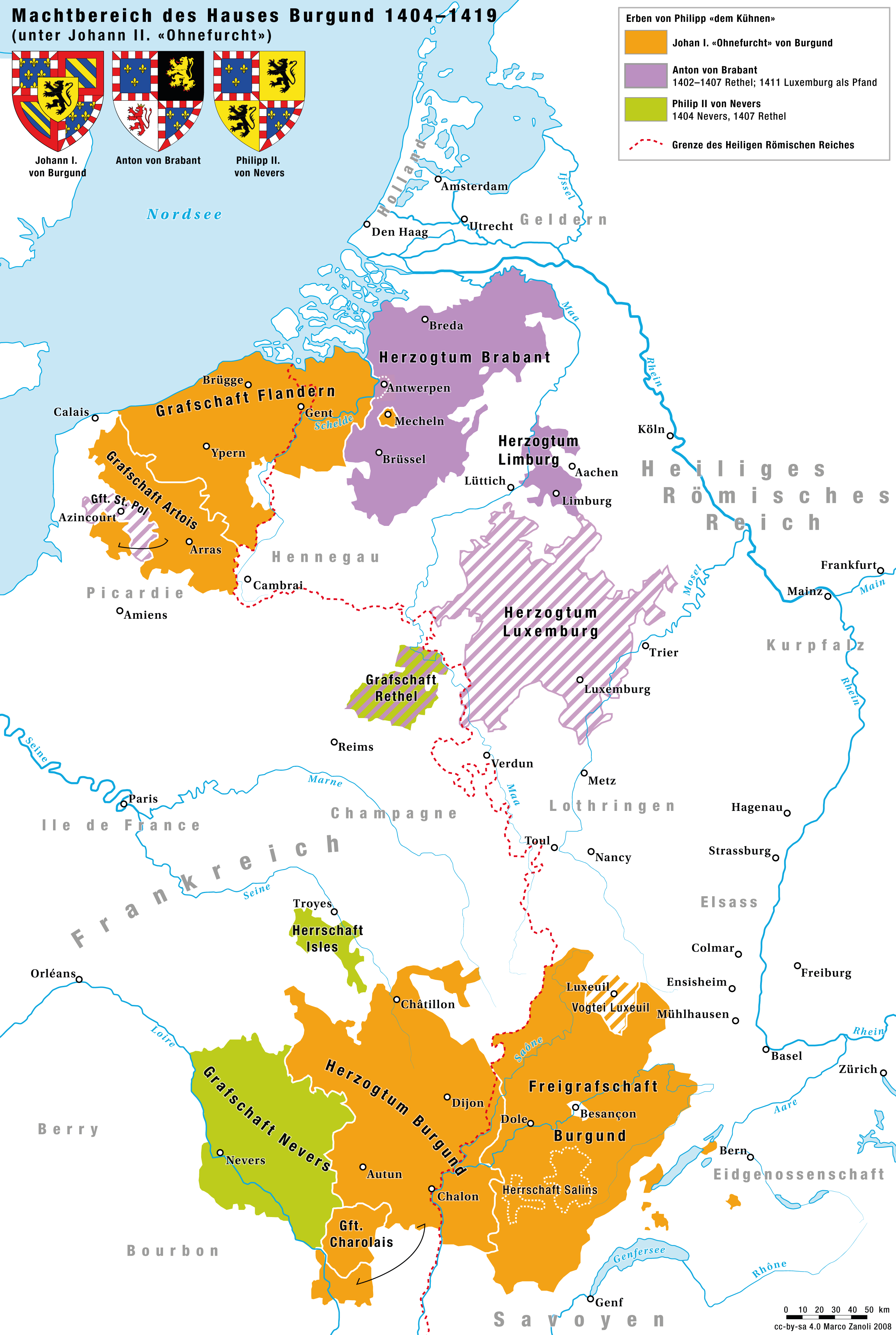
Герцогство Бургундия во время правления Жана Бесстрашного

Герцогом Бургундским Жан стал после смерти своего отца, в 1404 году. От последнего он унаследовал и вражду к Орлеанскому дому, у которых оспаривал влияние при дворе душевнобольного французского короля Карла VI (приходившегося ему двоюродным братом). Его главный соперник, брат короля, герцог Людовик Орлеанский, которого Жан ненавидел, подозревая его в любовной связи со своей женой, пытался наладить отношения с королевой Франции Изабеллой Баварской и, возможно, стать её возлюбленным. В течение одного из периодов, когда проявилась умственная болезнь короля, Герцог Бургундии сумел получить назначение себя, в соответствии с королевским декретом, опекуном дофина и остальных детей короля. Это не улучшало отношения между ними.
Вскоре оба конкурента перестали стесняться открытых угроз в адрес друг друга. Их дядя герцог Жан Беррийский обеспечил клятву о торжественном согласовании, но три дня спустя, 23 ноября 1407 года герцог Людовик Орлеанский был жестоко убит на улице Парижа. Он подвергся нападению после того, как его лошадь была остановлена группой мужчин, которые забрали его оружие, сделав герцога беззащитным. Заказчиком считался герцог Бургундии, и в этом никто не сомневался, так как он сам признал своё участие, объявив, что это было допустимым актом «тираноубийства».
После побега из Парижа и нескольких столкновений с арманьяками Жан сумел вернуть доверие короля. В 1409 году наследники герцога Орлеанского вынуждены были с ним примириться (Шартрский договор), и король простил все преступления герцога Бургундского. Более поздний указ возобновил опекунство Жана над дофином. Жан женил своего наследника Филиппа Доброго на Мишель Французской, дочери Карла VI. Также герцог не забывал о важности среднего класса торговцев и университете Парижа.
После спора с орлеанцами, решённого в его пользу, Жан не мог быть спокойным. Сын и наследник Людовика Карл собрал союзников, среди которых был Бернар VII д’Арманьяк, чтобы поддержать свои требования о возврате конфискованной у него собственности. Мир был торжественно заключён в 1410 году, и Жан возвратился в Бургундию. Арманьяки не были довольны своей политической властью, и после того, как произошёл ряд бунтов и нападений на горожан, Жан был отозван в столицу, затем послан назад в Бургундию в 1413 году.

## Конфликт с дофином

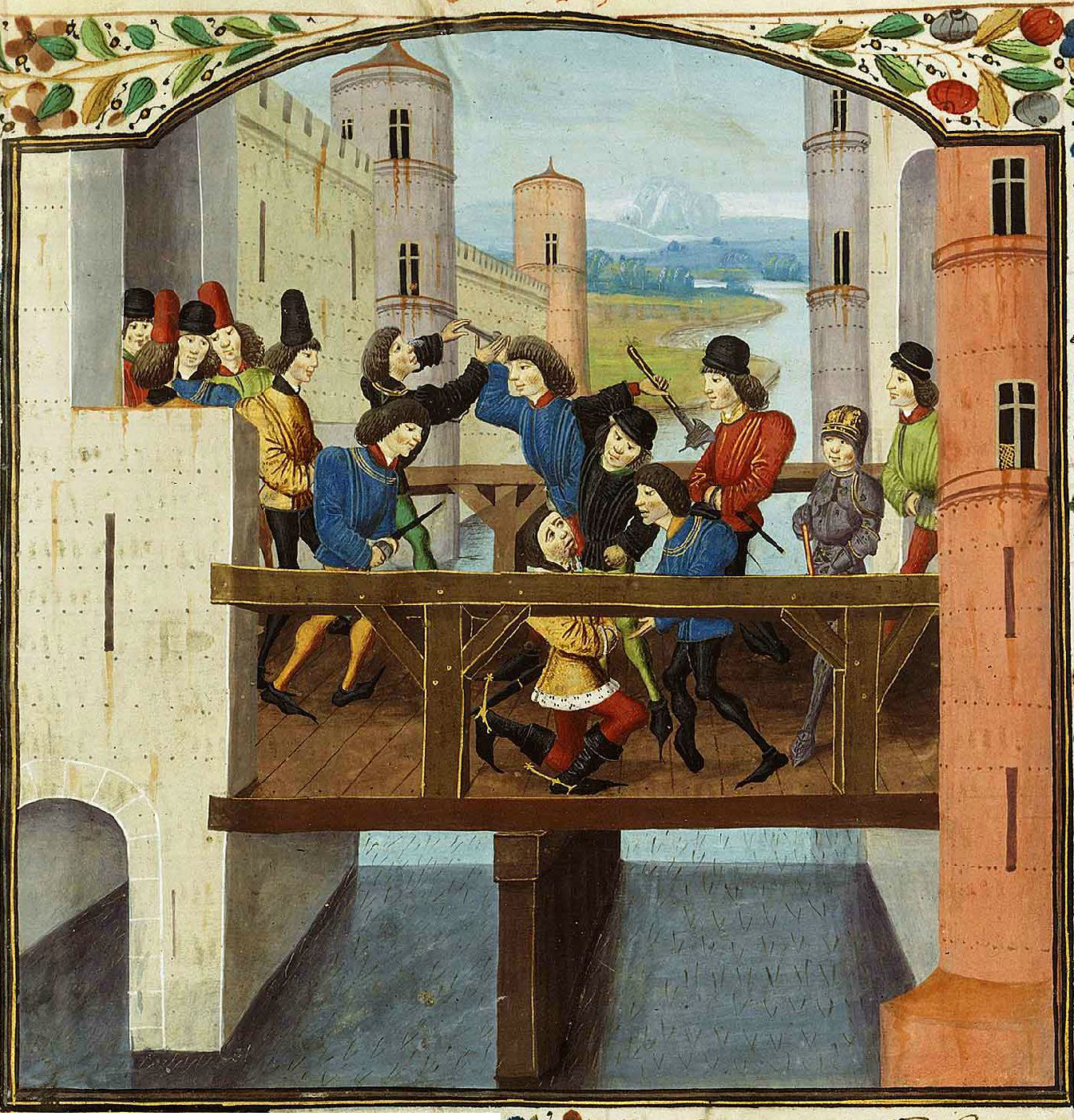
Убийство Жана Бесстрашного на мосту в Монтро. Миниатюра из хроники Ангеррана де Монстреле. 1470—1480 гг.

Два года спустя войска Жана приступили к осаде Парижа. 30 мая 1418 года он захватил город, где подверг своих противников (арманьяки) чрезвычайно жестоким преследованиям. Однако дофину, будущему королю Карлу VII удалось убежать из города. Жан расположился в Париже и провозгласил себя защитником короля.
Хотя и не являясь открытым союзником англичан, Жан не сделал ничего для предотвращения сдачи Руана в 1419 году. С оккупированной англичанами северной Францией и Парижем, занятым Бургундией, дофин пробовал заключить соглашение с Жаном. Они встретились в июле и поклялись соблюдать мир на мосту Пуйи, рядом с Мелёном. На том основании, что мир не был достаточно подкреплён встречей в Пуйи, новая встреча была назначена на 10 сентября 1419 года на мосту в Монтро.
Жан Бесстрашный прибыл со своим эскортом для участия в дипломатической встрече. Но на этом свидании Жан был убит рыцарями из свиты дофина, возглавляемыми Танги дю Шателем и виконтом де Нарбонн. Ему отрубили левую руку, которой он инстинктивно закрывался от удара, а затем разрубили череп до самого подбородка. Те же раны и тем же оружием были нанесены двенадцать лет назад Людовику Орлеанскому.
Похоронен герцог был в Дижоне. Сын и преемник Жана, Филипп III Добрый, стал мстителем за убийство отца, заключив союз с англичанами.

## В культуре
Жан Бесстрашный стал персонажем романа Александра Дюма-отца «Изабелла Баварская» (1835).